# Lögberg
Le Lögberg, toponyme islandais signifiant littéralement en français « le rocher de la loi », est un rocher d'Islande qui constitue l'un des rebords de la faille normale d'Almannagjá, fragment du vaste système de failles des Þingvellir. Allongé dans le sens nord-sud, le rocher est asymétrique puisqu'il présente depuis l'ouest une pente régulière bien que forte alors que depuis l'est, il a l'apparence d'une falaise.
C'est au pied de ce rocher, à l'intérieur de la faille, qu'est né l'Alþing, le premier parlement au monde. Toutefois, cet emplacement exact ne reste qu'une hypothèse, l'imprécision des sources historiographiques sur le lieu et la configuration topographique du site ayant changé depuis 1 000 ans en raison des nombreux séismes survenus depuis.

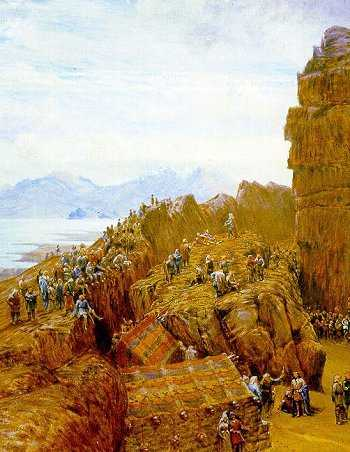
Détail d'une peinture recolorisée montrant une vision romanesque du Lögberg au cours d'une session de l'Alþing au XIe siècle.